# توماس بيرك
توماس بيرك (بالإنجليزية: Thomas Burke)‏ (و. 1875 – 1929 م) هو عداء سريع، وكاتب سيناريو، ومنافس ألعاب قوى، ومحامي، من الولايات المتحدة، ولد في بوسطن، شارك في الألعاب الأولمبية الصيفية 1896، توفي في بوسطن، عن عمر يناهز 54 عاماً.

## التعليم
تعلم في جامعة بوسطن، وجامعة هارفارد.

## روابط خارجية
- توماس بيرك على موقع الاتحاد الأمريكي لسباقات المضمار والميدان (الإنجليزية)
- توماس بيرك على موقع الاتحاد الأمريكي لسباقات المضمار والميدان (الإنجليزية)
- توماس بيرك على موقع اللجنة الأولمبية الدولية (الإنجليزية)
- توماس بيرك على موقع أوليمبيديا (الإنجليزية)